# SMS Pillau
Le SMS Pillau est un croiseur léger de classe Pillau lancé en 1914 pour la Kaiserliche Marine. Sa construction commence en 1913 au chantier naval Schichau-Werke à Dantzig. Il est lancé en avril 1914, et intègre la Hochseeflotte (« flotte de haute mer ») en décembre de la même année.

## Service

### Marine allemande
Le Pillau participe avec la Hochseeflotte à la bataille du golfe de Riga ainsi qu'à la bataille du Jutland. 

### Marine italienne
Après la fin de la guerre, il est cédé à l'Italie au titre d'indemnité de guerre. Il sert dans la Regia Marina à partir de 1924 sous le nom de Bari. Reclassé croiseur éclaireur en 1929, il est réarmé et participe à la Seconde Guerre mondiale, opérant principalement au large de la Corse et du Monténégro. Bombardé par les Américains dans le port de Livourne le 28 juin 1943, il coule en eau peu profonde deux jours plus tard, avant d'être renfloué pour être démoli en 1948.